# 메릴랜드주의 통계 지구

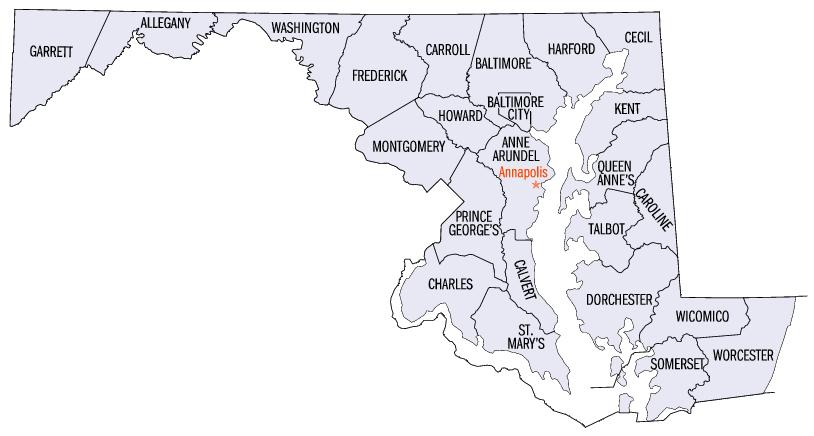
메릴랜드 주의 군들

메릴랜드의 주기

메릴랜드의 통계 지구(Maryland Statistical Area)는 메릴랜드 주에 있는 통계 지구이다.

## 범례
| 범례      | 의미                                     |
| --------- | ---------------------------------------- |
|           | 워싱턴 DC                                |
|           | 뉴저지에 속하는 지역                     |
|           | 펜실베이니아에 속하는 지역               |
|           | 델라웨어에 속하는 지역                   |
|           | 버지니아에 속하는 지역                   |
|           | 웨스트버지니아에 속하는 지역             |
|           | 2개의 주 이상에 걸친 지역(메릴랜드 해당) |
| 초록 글씨 | 다른 주에 속하는 지역의 인구 수          |
| 파란 글씨 | 메릴랜드와 다른 주에 걸친 지역의 인구 수 |

## 배치도
| 복합 통계 지구              | 인구                | 핵심 기반 통계 지구             | 인구                | 군             | 인구      |
| --------------------------- | ------------------- | ------------------------------- | ------------------- | -------------- | --------- |
| 워싱턴-볼티모어-알링턴 지구 | 9,814,928 5,577,137 | 워싱턴-알링턴-알렉산드리아 지구 | 6,280,487 2,475,344 | 페어팩스       | 1,147,532 |
| 워싱턴-볼티모어-알링턴 지구 | 9,814,928 5,577,137 | 워싱턴-알링턴-알렉산드리아 지구 | 6,280,487 2,475,344 | 몽고메리       | 1,050,688 |
| 워싱턴-볼티모어-알링턴 지구 | 9,814,928 5,577,137 | 워싱턴-알링턴-알렉산드리아 지구 | 6,280,487 2,475,344 | 프린스조지스   | 909,327   |
| 워싱턴-볼티모어-알링턴 지구 | 9,814,928 5,577,137 | 워싱턴-알링턴-알렉산드리아 지구 | 6,280,487 2,475,344 | 워싱턴 DC      | 705,749   |
| 워싱턴-볼티모어-알링턴 지구 | 9,814,928 5,577,137 | 워싱턴-알링턴-알렉산드리아 지구 | 6,280,487 2,475,344 | 프린스윌리엄   | 470,335   |
| 워싱턴-볼티모어-알링턴 지구 | 9,814,928 5,577,137 | 워싱턴-알링턴-알렉산드리아 지구 | 6,280,487 2,475,344 | 라우던         | 413,538   |
| 워싱턴-볼티모어-알링턴 지구 | 9,814,928 5,577,137 | 워싱턴-알링턴-알렉산드리아 지구 | 6,280,487 2,475,344 | 프레더릭       | 259,547   |
| 워싱턴-볼티모어-알링턴 지구 | 9,814,928 5,577,137 | 워싱턴-알링턴-알렉산드리아 지구 | 6,280,487 2,475,344 | 알링턴         | 236,842   |
| 워싱턴-볼티모어-알링턴 지구 | 9,814,928 5,577,137 | 워싱턴-알링턴-알렉산드리아 지구 | 6,280,487 2,475,344 | 찰스           | 163,257   |
| 워싱턴-볼티모어-알링턴 지구 | 9,814,928 5,577,137 | 워싱턴-알링턴-알렉산드리아 지구 | 6,280,487 2,475,344 | 알렉산드리아   | 159,428   |
| 워싱턴-볼티모어-알링턴 지구 | 9,814,928 5,577,137 | 워싱턴-알링턴-알렉산드리아 지구 | 6,280,487 2,475,344 | 스태퍼드       | 152,882   |
| 워싱턴-볼티모어-알링턴 지구 | 9,814,928 5,577,137 | 워싱턴-알링턴-알렉산드리아 지구 | 6,280,487 2,475,344 | 스포칠베이니아 | 136,215   |
| 워싱턴-볼티모어-알링턴 지구 | 9,814,928 5,577,137 | 워싱턴-알링턴-알렉산드리아 지구 | 6,280,487 2,475,344 | 캘버트         | 92,525    |
| 워싱턴-볼티모어-알링턴 지구 | 9,814,928 5,577,137 | 워싱턴-알링턴-알렉산드리아 지구 | 6,280,487 2,475,344 | 포키어         | 71,222    |
| 워싱턴-볼티모어-알링턴 지구 | 9,814,928 5,577,137 | 워싱턴-알링턴-알렉산드리아 지구 | 6,280,487 2,475,344 | 제퍼슨         | 57,146    |
| 워싱턴-볼티모어-알링턴 지구 | 9,814,928 5,577,137 | 워싱턴-알링턴-알렉산드리아 지구 | 6,280,487 2,475,344 | 컬페퍼         | 52,605    |
| 워싱턴-볼티모어-알링턴 지구 | 9,814,928 5,577,137 | 워싱턴-알링턴-알렉산드리아 지구 | 6,280,487 2,475,344 | 머내서스       | 41,085    |
| 워싱턴-볼티모어-알링턴 지구 | 9,814,928 5,577,137 | 워싱턴-알링턴-알렉산드리아 지구 | 6,280,487 2,475,344 | 워런           | 40,164    |
| 워싱턴-볼티모어-알링턴 지구 | 9,814,928 5,577,137 | 워싱턴-알링턴-알렉산드리아 지구 | 6,280,487 2,475,344 | 프레더릭스버그 | 29,036    |
| 워싱턴-볼티모어-알링턴 지구 | 9,814,928 5,577,137 | 워싱턴-알링턴-알렉산드리아 지구 | 6,280,487 2,475,344 | 페어팩스       | 24,019    |
| 워싱턴-볼티모어-알링턴 지구 | 9,814,928 5,577,137 | 워싱턴-알링턴-알렉산드리아 지구 | 6,280,487 2,475,344 | 머내서스 파크  | 17,478    |
| 워싱턴-볼티모어-알링턴 지구 | 9,814,928 5,577,137 | 워싱턴-알링턴-알렉산드리아 지구 | 6,280,487 2,475,344 | 클라크         | 14,619    |
| 워싱턴-볼티모어-알링턴 지구 | 9,814,928 5,577,137 | 워싱턴-알링턴-알렉산드리아 지구 | 6,280,487 2,475,344 | 펄스처치       | 14,617    |
| 워싱턴-볼티모어-알링턴 지구 | 9,814,928 5,577,137 | 워싱턴-알링턴-알렉산드리아 지구 | 6,280,487 2,475,344 | 매디슨         | 13,261    |
| 워싱턴-볼티모어-알링턴 지구 | 9,814,928 5,577,137 | 워싱턴-알링턴-알렉산드리아 지구 | 6,280,487 2,475,344 | 래퍼핸녹       | 7,370     |
| 워싱턴-볼티모어-알링턴 지구 | 9,814,928 5,577,137 | 볼티모어-컬럼비아-타우선 지구   | 2,800,053           | 볼티모어       | 827,370   |
| 워싱턴-볼티모어-알링턴 지구 | 9,814,928 5,577,137 | 볼티모어-컬럼비아-타우선 지구   | 2,800,053           | 볼티모어       | 593,490   |
| 워싱턴-볼티모어-알링턴 지구 | 9,814,928 5,577,137 | 볼티모어-컬럼비아-타우선 지구   | 2,800,053           | 앤어런델       | 579,234   |
| 워싱턴-볼티모어-알링턴 지구 | 9,814,928 5,577,137 | 볼티모어-컬럼비아-타우선 지구   | 2,800,053           | 하워드         | 325,690   |
| 워싱턴-볼티모어-알링턴 지구 | 9,814,928 5,577,137 | 볼티모어-컬럼비아-타우선 지구   | 2,800,053           | 하퍼드         | 255,441   |
| 워싱턴-볼티모어-알링턴 지구 | 9,814,928 5,577,137 | 볼티모어-컬럼비아-타우선 지구   | 2,800,053           | 캐럴           | 168,447   |
| 워싱턴-볼티모어-알링턴 지구 | 9,814,928 5,577,137 | 볼티모어-컬럼비아-타우선 지구   | 2,800,053           | 퀸앤스         | 50,381    |
| 워싱턴-볼티모어-알링턴 지구 | 9,814,928 5,577,137 | 헤이거스타운-마틴즈버그 지구    | 288,104 151,049     | 워싱턴         | 151,049   |
| 워싱턴-볼티모어-알링턴 지구 | 9,814,928 5,577,137 | 헤이거스타운-마틴즈버그 지구    | 288,104 151,049     | 버클리         | 119,171   |
| 워싱턴-볼티모어-알링턴 지구 | 9,814,928 5,577,137 | 헤이거스타운-마틴즈버그 지구    | 288,104 151,049     | 모건           | 17,884    |
| 워싱턴-볼티모어-알링턴 지구 | 9,814,928 5,577,137 | 체임버스버그-웨인스보로 지구    | 155,027             | 프랭클린       | 155,027   |
| 워싱턴-볼티모어-알링턴 지구 | 9,814,928 5,577,137 | 윈체스터 지구                   | 140,566             | 프레더릭       | 89,313    |
| 워싱턴-볼티모어-알링턴 지구 | 9,814,928 5,577,137 | 윈체스터 지구                   | 140,566             | 윈체스터       | 28,078    |
| 워싱턴-볼티모어-알링턴 지구 | 9,814,928 5,577,137 | 윈체스터 지구                   | 140,566             | 햄프셔         | 23,175    |
| 워싱턴-볼티모어-알링턴 지구 | 9,814,928 5,577,137 | 캘리포니아-렉싱턴파크 지구      | 113,510             | 세인트메리스   | 113,510   |
| 워싱턴-볼티모어-알링턴 지구 | 9,814,928 5,577,137 | 이스턴 지구                     | 37,181              | 탤벗           | 36,968    |
| 솔즈버리-케임브리지 지구    | 447,655 213,430     | 솔즈버리 지구                   | 415,726 181,501     | 서식스         | 234,225   |
| 솔즈버리-케임브리지 지구    | 447,655 213,430     | 솔즈버리 지구                   | 415,726 181,501     | 위코미코       | 103,609   |
| 솔즈버리-케임브리지 지구    | 447,655 213,430     | 솔즈버리 지구                   | 415,726 181,501     | 우스터         | 52,276    |
| 솔즈버리-케임브리지 지구    | 447,655 213,430     | 솔즈버리 지구                   | 415,726 181,501     | 서머싯         | 25,616    |
| 솔즈버리-케임브리지 지구    | 447,655 213,430     | 케임브리지 지구                 | 31,929              | 도체스터       | 31,929    |
| 필라델피아-레딩-캠던 지구   | 7,209,620 102,855   | 필라델피아-캠던-윌밍턴 지구     | 6,102,434 102,855   | 필라델피아     | 1,584,064 |
| 필라델피아-레딩-캠던 지구   | 7,209,620 102,855   | 필라델피아-캠던-윌밍턴 지구     | 6,102,434 102,855   | 몽고메리       | 830,915   |
| 필라델피아-레딩-캠던 지구   | 7,209,620 102,855   | 필라델피아-캠던-윌밍턴 지구     | 6,102,434 102,855   | 벅스           | 628,270   |
| 필라델피아-레딩-캠던 지구   | 7,209,620 102,855   | 필라델피아-캠던-윌밍턴 지구     | 6,102,434 102,855   | 델라웨어       | 566,747   |
| 필라델피아-레딩-캠던 지구   | 7,209,620 102,855   | 필라델피아-캠던-윌밍턴 지구     | 6,102,434 102,855   | 뉴캐슬         | 558,753   |
| 필라델피아-레딩-캠던 지구   | 7,209,620 102,855   | 필라델피아-캠던-윌밍턴 지구     | 6,102,434 102,855   | 체스터         | 524,989   |
| 필라델피아-레딩-캠던 지구   | 7,209,620 102,855   | 필라델피아-캠던-윌밍턴 지구     | 6,102,434 102,855   | 캠던           | 506,471   |
| 필라델피아-레딩-캠던 지구   | 7,209,620 102,855   | 필라델피아-캠던-윌밍턴 지구     | 6,102,434 102,855   | 벌링턴         | 445,349   |
| 필라델피아-레딩-캠던 지구   | 7,209,620 102,855   | 필라델피아-캠던-윌밍턴 지구     | 6,102,434 102,855   | 글로스터       | 291,636   |
| 필라델피아-레딩-캠던 지구   | 7,209,620 102,855   | 필라델피아-캠던-윌밍턴 지구     | 6,102,434 102,855   | 세실           | 102,855   |
| 필라델피아-레딩-캠던 지구   | 7,209,620 102,855   | 필라델피아-캠던-윌밍턴 지구     | 6,102,434 102,855   | 살렘           | 62,385    |
| 필라델피아-레딩-캠던 지구   | 7,209,620 102,855   | 레딩 지구                       | 421,164             | 버크스         | 421,164   |
| 필라델피아-레딩-캠던 지구   | 7,209,620 102,855   | 애틀랜틱시티-해먼턴 지구        | 263,670             | 애틀랜틱       | 263,670   |
| 필라델피아-레딩-캠던 지구   | 7,209,620 102,855   | 도버 지구                       | 180,786             | 켄트           | 180,786   |
| 필라델피아-레딩-캠던 지구   | 7,209,620 102,855   | 바인랜드-밀빌-브리지튼 지구     | 149,527             | 컴벌랜드       | 149,527   |
| 필라델피아-레딩-캠던 지구   | 7,209,620 102,855   | 오션시티 지구                   | 92,039              | 케이프메이     | 92,039    |
| 없음                        | 없음                | 컴벌랜드 지구                   | 97,284 70,416       | 앨러게이니     | 70,416    |
| 없음                        | 없음                | 컴벌랜드 지구                   | 97,284 70,416       | 미네랄         | 26,868    |
| 없음                        | 없음                | 없음                            | 없음                | 캐럴라인       | 33,406    |
| 없음                        | 없음                | 없음                            | 없음                | 개릿           | 29,014    |
| 없음                        | 없음                | 없음                            | 없음                | 켄트           | 19,422    |
| 메릴랜드                    | 메릴랜드            | 메릴랜드                        | 메릴랜드            | 메릴랜드       | 6,045,680 |

## 참고
- 인구 수는 2019년 기준이며 단위는 '명'이다.
- 앤어런델군은 메릴랜드주 행정 기관들이 있는 아나폴리스가 있기 때문에 굵은 글씨로 표기했다.

## 같이 보기
- 대도시 통계 지구